# 嚴誠
嚴誠（1419年—？），字克誠，湖廣安陸州京山縣人，民籍，明朝政治人物。同進士出身。

## 生平
湖廣鄉試第一名。景泰二年（1451年）辛未科會試第一百五十二名，殿試登進士第三甲第十一名。

## 家族
曾祖嚴壽榮。祖父嚴文政。父亲嚴亨，曾任大同府學教授。